# Peter Kurer
Peter Kurer (né le 28 juin 1949 à Zurich) est le président d'UBS entre le 23 avril 2008 et 2009 Il succède à Marcel Ospel. 2016-2020, il est président de Sunrise.
Juriste et docteur en droit de formation, Kurer appartient depuis 2002 au directoire de la banque. Avant d'être engagé à l'UBS en mai 2001 en tant que directeur des affaires juridiques, il était avocat au sein de Swissair.